# Desa Mustikajaya
Desa Mustikajaya är en administrativ by i Indonesien.   Den ligger i provinsen Jawa Barat, i den västra delen av landet, 22 km öster om huvudstaden Jakarta.